# السوق الفوقي
السوق الفوقي سوق قديم يقع بمنطقة السوق القديم بمدينة البيضاء في ليبيا. السوق يحوى مجموعة محلات تجارية متنوعة الخدمات، كان يوجد به أشهر مقهى بالمدينة وهو مقهى الجزائر، ومقهى عبد المولى، تم أيضا قفله في فترة قفل المقاهي فترة حكم معمر القذافي، وينقسم السوق إلي عدة أقسام : سوق للذهب وسوق للأثاث والصالونات والستائر واحتياجات الأفراح وغيرها.